# Third (Soft Machine)
| Recensione     | Giudizio       |
| -------------- | -------------- |
| AllMusic       |                |
| Piero Scaruffi | 9/10           |
| OndaRock       | Pietra miliare |

Third è il terzo album del gruppo progressive dei Soft Machine. Viene considerato uno dei lavori più rappresentativi del sottogenere del rock progressivo noto come scena di Canterbury.

## Il disco
Third fu pubblicato su vinile come doppio album e consiste in quattro brani, uno per facciata.
Tre dei brani sono strumentali; l'unico cantato, Moon in June, prelude chiaramente allo stile unico e indefinibile che Robert Wyatt, autore del brano, avrebbe elaborato nella sua successiva carriera solista.
L'album rappresenta l'apice della prima fase del gruppo, che in quest'opera iniziò a combinare il rock psichedelico dei due album precedenti con elementi fusion e minimalisti, ispirati rispettivamente a Miles Davis e a Terry Riley.

## Tracce
1. Facelift – 18:45 (Hugh Hopper)
2. Slightly All the Time – 18:12 (Mike Ratledge)
3. Moon in June – 19:08 (Robert Wyatt)
4. Out-Bloody-Rageous – 19:10 (Mike Ratledge)

## Formazione
- Hugh Hopper - basso
- Robert Wyatt - batteria, voce, tastiere[4]
- Mike Ratledge - organo, pianoforte
- Elton Dean - sax alto, saxello
- Rab Spall - violino
- Lyn Dobson - flauto, sax soprano
- Nick Evans - trombone
- Jimmy Hastings - flauto, clarinetto